# New Orleans Jazz & Heritage Festival
Das New Orleans Jazz & Heritage Festival (auch kurz Jazz Fest genannt) ist ein jährlich stattfindendes Festival in New Orleans, das die Musik und Kultur der Stadt und Louisianas feiert, insbesondere den Jazz. Es findet an den Wochenenden (Freitag bis Sonntag) der letzten April und ersten Maiwoche statt.

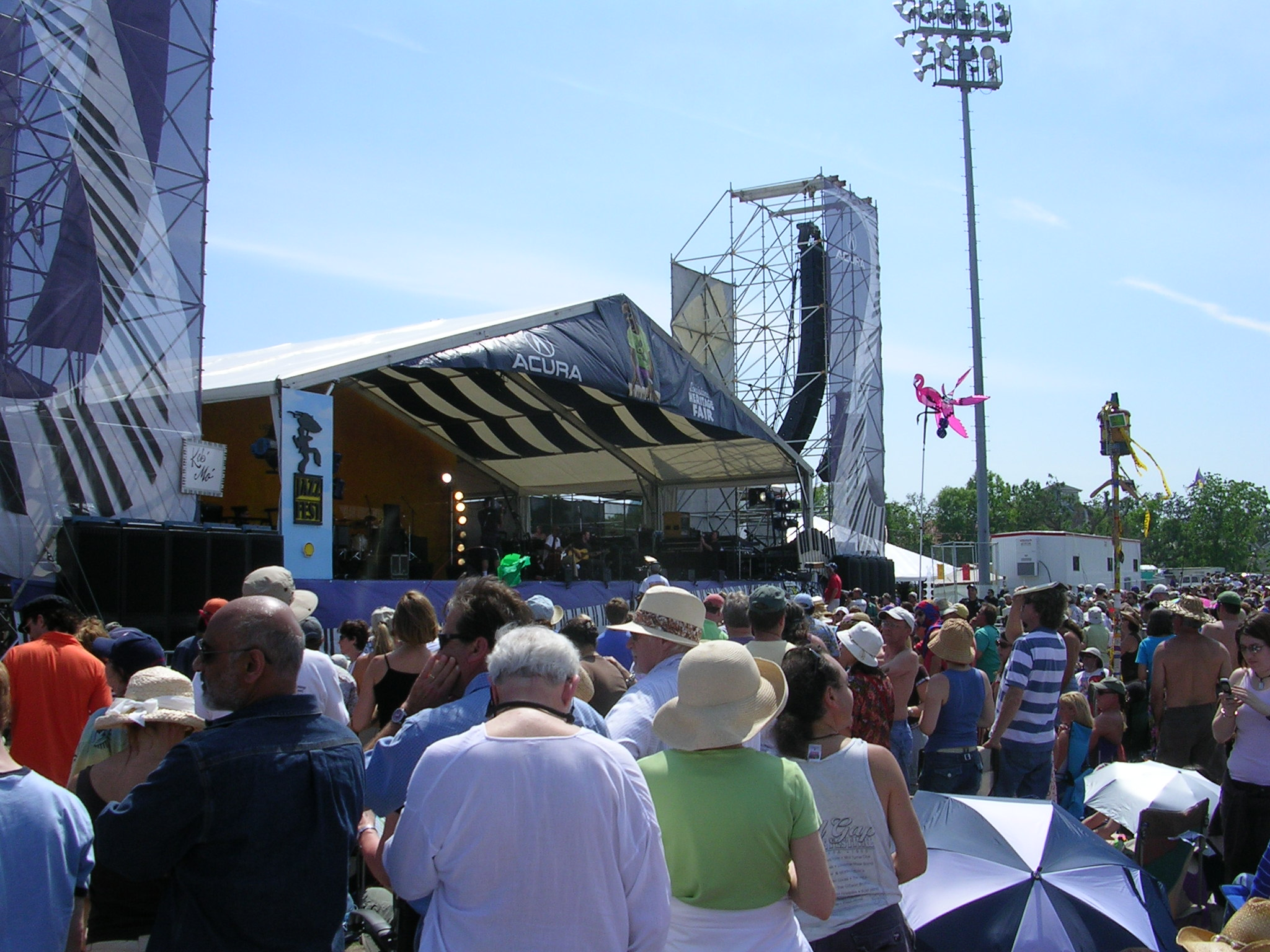
Eine der Hauptbühnen (Acura Stage) 2006

Zurzeit (2012) findet es auf dem Fair Grounds Race Course (einer Pferderennbahn) statt. Es finden aber auch im übrigen Zentrum von New Orleans viele Veranstaltungen statt.
Es ist neben dem Mardi Gras eine Haupt-Touristenattraktion und hat Volksfest-Charakter. Neben Jazz wird auch Cajun-Musik, Bluegrass, Rhythm & Blues, Zydeco, Gospel, Blues, Rap, Country, afro-karibische Folklore, Latin Music, Rock und andere lokaltypische Musikstile präsentiert. Es gibt 12 Hauptbühnen. Daneben gibt es Zelte für Kinder, Information und für Kulinarisches (Cajun-Küche).
Es findet seit 1970 statt, damals auf dem Congo Square im Louis Armstrong Park und organisiert von George Wein im Auftrag der Hotelbesitzer-Vereinigung von New Orleans, die die New Orleans Jazz & Heritage Foundation ins Leben rief, der das Festival gehört. Unterstützt wurde Wein auf Anregung des Kurators Dick Allen von Allison Miner (1949–1995) und Quint Davis (* 1947) vom Jazzarchiv der Tulane University, die originäre Musiker in schwarzen Clubs der Stadt und Straßenmusiker verpflichteten (statt in den Touristenzentren wie der Bourbon Street). Beide sind auch später maßgeblich an der Organisation beteiligt. Miner gründete das Archiv der New Orleans Jazz & Heritage Foundation. Quint Davis, der damals Student war und nach der Anfrage von Wein sein Studium abbrach und Produzent wurde, ist heute (2012) der CEO der Festivalgesellschaft.
Bei den Grammy Awards 2023 siegte der Film von Frank Marshall und Ryan Suffern über das New Orleans Jazz & Heritage Festival „Jazz Fest: A New Orleans Story“ in der Kategorie Bester Musikfilm.

## Diskographische Hinweise
- Various Artists, New Orleans Jazz & Heritage Festival 1976 (Island Records, mit Allen Toussaint, Lee Dorsey, Irma Thomas, Earl King, Lightnin’ Hopkins, Professor Longhair)
- Various Artists, 10th Anniversary New Orleans Jazz & Heritage Festival (Flying Fish Records 1979, mit Clifton Chenier, Eubie Blake, Roosevelt Sykes, Louis Cottrell, Charles Mingus u. a.)
- Beausoleil Live from the New Orleans Jazz & Heritage Festival (SMV, 2005).
- Glen David Andrews Live at the New Orleans Jazz & Heritage Festival 2013 (MunckMix)
- Eric Clapton New Orleans Jazz & Heritage Festival 2014 (Beano)[2]